# Santia hispida
Santia hispida là một loài chân đều trong họ Santiidae. Loài này được Vanhoeffen miêu tả khoa học năm 1914.